# Richard Speer
Pour les articles homonymes, voir Speer.
Richard Speer est un producteur de cinéma québécois.

## Biographie
À 15 ans, il se lance avec des amis dans son premier projet de tournage, en 70 mm pour un film Imax. Le film est un échec,  mais cela lui permet de créer des contacts qui le conduiront vers la création au Québec de  Attraction Media dans la production publicitaire, télévisuelle et cinématographique.

## Filmographie
- 2002 : Québec-Montréal
- 2003 : Ciao Bella (série télévisée)
- 2003 : Les Aventures tumultueuses de Jack Carter (série télévisée)
- 2004 : Chroniques de la violence ordinaire (TV)
- 2004 : Naked Josh (série télévisée)
- 2004 : Temps dur (série télévisée)
- 2004 : La Vie rêvée de Mario Jean (série télévisée)
- 2005 : C.R.A.Z.Y.
- 2006 : Nikan (série télévisée)
- 2004 - 2006 : Naked Josh(série télévisée)
- 2006 : La Galère (série télévisée)
- 2006 : Tout sur moi (série télévisée)
- 2007 : Nitro
- 2007 : Paquet voleur
- 2007 : On fait tous du Show Business
- 2008 : Modern Love (film, 2008)
- 2008 : Le Banquet